# 八屋町
八屋町（はちやまち）は、福岡県築上郡にかつて存在した町である。1955年4月10日に周辺8村と合併して宇島市となり消滅した。その4日後には豊前市と改称された。

## 歴史
- 1889年（明治22年）4月1日 - 町村制度施行により上毛郡八屋町が発足。
- 1896年（明治29年）4月1日 - 郡の統合により上毛郡が築城郡と合併し、築上郡となる[1]。
- 1935年（昭和10年）4月1日 - 宇島町を編入する。
- 1949年（昭和24年）6月10日 - 八屋小学校に昭和天皇が行幸（昭和天皇の戦後巡幸）[2]。
- 1955年（昭和30年）4月10日 - 八屋町と周辺の8村が合併し、宇島市が発足。八屋町は消滅。宇島市は4日後に豊前市に改称する。

## 八屋町出身の著名人
- 大江俊明
- 大木熊太郎（初代八屋町名誉助役）